# Metropolia Delhi
Metropolia Delhi – jedna z 24 metropolii kościoła rzymskokatolickiego w Indiach. Została erygowana 13 października 1910 pod nazwą Simla.

## Diecezje
- Archidiecezja Delhi
  - Diecezja Dżammu-Śrinagar
  - Diecezja Jalandhar
  - Diecezja Szimla i Czandigarh

## Metropolici

### Metropolici Simla
- Anselm Edward John Kenealy (1910-1936)

### Metropolici Delhi i Simla
- Silvestro Patrizio Mulligan (1937-1950)
- Joseph Alexander Fernandes (1951-1959)

### Metropolici Delhi
- Joseph Alexander Fernandes (1959-1967)
- Angelo Innocent Fernandes (1967-1990)
- Alan Basil de Lastic (1990-2000) zginął podczas pontyfikatu w wypadku samochodowym w Polsce
- Vincent Conçessao (2000-2012)
- Anil Couto (od 2012)